# Baby pensioni
Con baby pensioni o pensioni baby sono indicate quelle pensioni erogate dallo Stato italiano a lavoratori del settore pubblico che hanno versato i contributi previdenziali per pochi anni, o che hanno avuto la possibilità di ritirarsi dal lavoro con età inferiore ai 40-50 anni.

## Storia
Le baby pensioni furono introdotte in Italia già nel 1973 dal governo Rumor con l'art. 42 del Decreto del presidente della Repubblica 29 dicembre 1973, n. 1092, in materia di "Approvazione del testo unico delle norme sul trattamento di quiescenza dei dipendenti civili e militari dello Stato", che consentiva le baby pensioni nell'impiego pubblico: 14 anni 6 mesi e 1 giorno di contributi per le donne sposate con figli; 20 anni per gli statali; 25 per i dipendenti degli enti locali. Il provvedimento - con cui il Governo esercitava la delega conferitagli dal Parlamento con Legge 28 ottobre 1970, n. 775, articolo 6- fu firmato dal Presidente del Consiglio dei Ministri, di concerto con i Ministri per l'organizzazione della pubblica amministrazione, per il tesoro e per il bilancio, e ricevette il parere della commissione parlamentare di cui all'art. 21 della suddetta legge: un parere votato dalla maggioranza e dalla opposizione.
Il 29 aprile 1976 il Parlamento approvò la legge n. 177 che consentiva ai dipendenti pubblici che avessero cessato il lavoro entro il 31 dicembre 1975 senza maturare la pensione di riscattare i contributi versati all'Inadel oppure girarli all'Inps per ottenere un vitalizio equivalente alla pensione sociale.
Le prime erogazioni avvennero già nel 1981.
L'accesso alle baby pensioni continuò per qualche tempo ancora, anche dopo il Decreto legislativo 30 dicembre 1992, n. 503, in materia di "Norme per il riordinamento del sistema previdenziale dei lavoratori privati e pubblici, a norma dell'articolo 3 della legge 23 ottobre 1992, n. 421", che contemplava gli ultimi requisiti che avrebbero permesso di conseguirla ancora per diversi anni.

## Dai tentativi falliti di abolizione alla Riforma Dini
Nonostante parte della stampa e dell'opinione pubblica associno erroneamente l'istituzione delle baby-pensioni ai due esecutivi guidati da Bettino Craxi tra il 1983 e il 1987 (quindi ben 10 anni dopo l'istituzione delle stesse da parte del già citato Governo Rumor, e 2 anni dopo le prime erogazioni), in realtà i governi guidati dal leader del Partito Socialista Italiano tentarono invano di abolirle in due distinte occasioni, per mezzo di una riforma presentata dall'allora Ministro del Lavoro Gianni De Michelis nel 1984 e dallo stesso ripresentata con alcune modifiche nel 1986. La riforma in oggetto, che prevedeva l'innalzamento dell'età per la pensione di vecchiaia a 60 anni per le donne e 65 per gli uomini, e la creazione della pensione "di anzianità" (a fronte di un minimo contributivo di 35 anni per tutti), avrebbe esplicitamente posto fine alle baby pensioni, conservando solo quelle già in essere; tuttavia non riuscì a passare al vaglio delle Camere anche a causa dello scioglimento anticipato della legislatura. Dopo un ulteriore tentativo andato a vuoto a opera del Governo Amato I nel 1992, sarà soltanto la riforma Dini del 1995 a eliminare le baby pensioni, introducendo contestualmente la già a lungo ipotizzata pensione di anzianità.

## Motivazioni politiche
Le baby pensioni sono forse il caso più eclatante di privilegio pensionistico. Proprio nel 1973 nel periodo in cui ancora ci si cullava nell'illusione di una crescita senza fine, una classe politica miope e non immune da tentazioni clientelari arrivò al punto di concedere alle dipendenti pubbliche con figli di andare in pensione dopo 14 anni, sei mesi e un giorno e ai dipendenti pubblici uomini di uscire dopo 19 anni sei mesi e un giorno. Con il risultato di consentire a persone con poco più di 30 anni di accedere alla pensione.

## Costi per lo Stato italiano
L'anticipo di corresponsione della pensione a una giovane età, determina che il periodo di pensionamento può arrivare a superare i 40 anni. Nel 2011 il numero complessivo di pensionati andati in pensione a meno di 50 anni era oltre mezzo milione e di questi 425 000 erano pensionati INPDAP ossia del pubblico impiego. Il costo complessivo annuo era di oltre 9 miliardi di euro. Circa 17 000 persone erano andate in pensione con 35 anni di età, lavoratori che percepiranno la pensione mediamente per poco più di 40 anni.
Grazie a questo provvedimento, si registrarono anche casi eclatanti di pensionamenti all'età di 29 anni o di pensionamenti in seguito a 11 mesi di contributi versati. Secondo uno studio di Confartigianato, i costi complessivi per lo Stato assommano a 150 miliardi di euro. In effetti dall'analisi della spesa pensionistica in Italia, dalla valutazione dell'aumento del debito pubblico e del debito pubblico implicito in Italia si nota la coincidenza degli effetti della nuova normativa pensionistica sul bilancio dello Stato.

## Vantaggi per il baby pensionato
Secondo uno studio, i lavoratori pubblici che sono andati in pensione tra i 35 e i 39 anni, visto che hanno una aspettativa di vita di 85 anni, percepiranno la pensione per almeno il triplo degli anni di contribuzione. Per tale motivo, i baby pensionati incassano almeno il triplo di quanto hanno versato.

### Un esempio di calcolo di baby pensione
Si ipotizza un lavoratore che abbia versato dei contributi previdenziali con una aliquota contributiva pensionistica di finanziamento pari al 33% del reddito per 20 anni. Con il metodo di calcolo retributivo, la pensione di vecchiaia sarà pari al 20 anni × 2% = 40% della media dei redditi degli ultimi anni secondo le regole vigenti. Un pensionato di 40 anni ha una aspettativa di vita di circa 42 anni, quindi, a fronte di una aliquota contributiva pensionistica di finanziamento del 33% × 20 anni, ossia al massimo il 660% di un reddito annuale medio, percepirà 40% × 42 anni = 1.680% del reddito, pari a una aliquota contributiva pensionistica di computo dell'84% (1.680%/20), ossia più del doppio contributi versati nell'ipotesi di reddito costante.
La differenza tra montante contributivo individuale maturato e la riserva matematica che sarà erogata negli anni si trasforma da debito pubblico implicito in debito pubblico esplicito, determinando a carico di chi ha avuto altre promesse pensionistiche una pari penalizzazione, che potrà consistere o in un aumento dell'aliquota contributiva pensionistica di finanziamento o in un aumento dell'età per il pensionamento di vecchiaia. 

### Leggi
- Decreto del presidente della Repubblica 29 dicembre 1973, n. 1092, articolo 42, in materia di "Approvazione del testo unico delle norme sul trattamento di quiescenza dei dipendenti civili e militari dello Stato."

### Web
- Francesco Pacifico, Pensioni baby, un fardello da 9 miliardi l'anno, su lettera43.it. URL consultato il 1º settembre 2014 (archiviato dall'url originale il 3 settembre 2014).
- Giancarlo Morcaldo, Pensioni, necessità di una riforma (PDF), su bancaditalia.it. URL consultato il 31 agosto 2014 (archiviato dall'url originale il 13 agosto 2012).
- Pasquale Sandulli, Assestamenti della riforma pensionistica e dintorni, su treccani.it. URL consultato il 28 agosto 2014.

### Articoli di stampa e di opinione
- Ecco la verità sul debito, in Paolo Cirino Pomicino Blog 4 gennaio 2012. URL consultato il 4 giugno 2014.
- Baby pensioni, addio in tre tempi, in Il Corriere della Sera 23/9/1995. URL consultato il 4 maggio 2014 (archiviato dall'url originale il 1º gennaio 2016).
- Lega ladrona: la baby pensione della moglie di Bossi, in Giornalettismo.com. URL consultato il 20 aprile 2014.
- I quarant’anni delle baby pensioni, il simbolo di tutti gli sprechi d’Italia, in La Stampa. URL consultato il 28 dicembre 2013.
- Pensioni, compie 40 anni il decreto che fece nascere le babypensioni (e che ci costa ancora oggi lo 0,4% di Pil), in Il Sole 24 Ore. URL consultato il 27 dicembre 2013.
- Quei 500 Mila Baby Pensionati, in Il Corriere della Sera. URL consultato il 27 dicembre 2013 (archiviato dall'url originale il 1º gennaio 2016).
- La pensione della moglie di Bossi, in Blog di Beppe Grillo. URL consultato il 15 settembre 2013 (archiviato dall'url originale il 4 marzo 2016).
- Baby pensionati: assegni troppo generosi - Riequilibrare il sistema e l’iniquità tra generazioni, in Tutto sul lavoro magazine. URL consultato il 26 dicembre 2013 (archiviato dall'url originale il 27 dicembre 2013).
- Le baby pensioni costano 150 miliardi La spesa in 40 anni di welfare squilibrato, in Messaggero. URL consultato il 26 dicembre 2013 (archiviato dall'url originale il 27 dicembre 2013).